# Kuriyama Naoki
Naoki Kuriyama (栗山直樹 Kuriyama Naoki, sinh ngày 8 tháng 12 năm 1990 ở Shizuoka) là một cầu thủ bóng đá người Nhật Bản thi đấu cho Montedio Yamagata.

## Thống kê câu lạc bộ
Cập nhật đến ngày 23 tháng 2 năm 2017.
| Thành tích câu lạc bộ | Thành tích câu lạc bộ | Thành tích câu lạc bộ | Giải vô địch | Giải vô địch | Cúp                   | Cúp                   | Tổng cộng | Tổng cộng |
| Mùa giải              | Câu lạc bộ            | Giải vô địch          | Số trận      | Bàn thắng    | Số trận               | Bàn thắng             | Số trận   | Bàn thắng |
| Nhật Bản              | Nhật Bản              | Nhật Bản              | Giải vô địch | Giải vô địch | Cúp Hoàng đế Nhật Bản | Cúp Hoàng đế Nhật Bản | Tổng cộng | Tổng cộng |
| --------------------- | --------------------- | --------------------- | ------------ | ------------ | --------------------- | --------------------- | --------- | --------- |
| 2013                  | JEF United Chiba      | J2 League             | 0            | 0            | 0                     | 0                     | 0         | 0         |
| 2014                  | JEF United Chiba      | J2 League             | 0            | 0            | 0                     | 0                     | 0         | 0         |
| 2014                  | Machida Zelvia        | J3 League             | 0            | 0            | –                     | –                     | 0         | 0         |
| 2015                  | JEF United Chiba      | J2 League             | 7            | 0            | 3                     | 0                     | 10        | 0         |
| 2016                  | Montedio Yamagata     | J2 League             | 16           | 1            | 2                     | 0                     | 18        | 1         |
| Tổng cộng sự nghiệp   | Tổng cộng sự nghiệp   | Tổng cộng sự nghiệp   | 23           | 1            | 5                     | 0                     | 28        | 1         |